# نانولوله هالوسایت
نانولوله هالوسایت
هالوسایت در ابعاد نانولوله، نانولوله هالوسایت (HNT) نیز نامیده می‌شود. اولین توضیح به وسیله برتیر و همکاران (Berthier 1826) به عنوان هشت ضلعی مواد معدنی از گروه کائولین ارائه شد. ساختار لوله ایی چند لایه هالوسایت از روکش لایه‌های رس معدنی تحت شرایط مطلوب زمین‌شناسی نتیجه شد که یک عدم تطابق در اکسیژن اشتراک گذاری شده صفحات چهارضلعی و هشت ضلعی در لایه می‌باشد. هالوسایت از نظر شیمیایی شبیه به کائولینیت است، اما هر لایه در هالوسایت توسط یک تک لایه از مولکول‌های آب از هم جدا شده‌است. بر این اساس، هالوسایت دارای یک فرمول ساختاری Al2(OH)4Si2O5•nH2O می‌باشد. فرم هیدراته هالوسایت (هنگامی که n=۲) به نام “halloysite-(10Å)”,است که در آن یک لایه از مولکول‌های آب در بین چند لایه قرار دارد و "۱۰Å"، مقدار d 001 لایه‌ها را نشان می‌دهد. ساختار دهیدراته آن (هنگامی که "halloysite-(7Å) "n = ۰)، نامیده می‌شود که از طریق افت لایه‌های سطحی مولکول آب تحت حرارت ملایم یا یک محیط خلأ به دست آمده‌است.

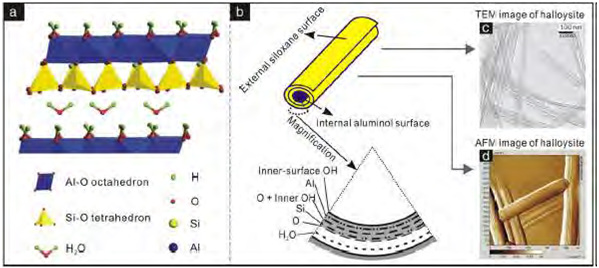

در سراسر جهان، ذخایر بزرگ هالوسایت در استرالیا، ایالات متحده، چین، نیوزیلند، مکزیک و برزیل یافت شده‌است. با این حال، عملکرد کلی هالوسایت بسیار پایین‌تر از تولید عظیمی از کائولینیت است. به‌طور کلی، هالوسایت با هوا، جلگه یا تغییرات گرمایی سنگ‌های اولترامافیک، شیشه‌های آتشفشانی و پومیس به دست می‌آید. هالوسایت طبیعی اغلب شامل فازهای ناخالصی، مورفولوژی‌های متفاوت و متخلخل، در رسوبات مختلف می‌باشد.
هالوسایت طبیعی مزیت‌هایی نسبت به کاربرد نانولوله‌های مصنوعی مانند نانولوله‌های کربنی (CNT) دارد. با توجه به اینکه هالوسایت یک ماده کم هزینه (در حدود ۴ دلار به ازای هر کیلوگرم است) و عرضه جهانی آن بیش از هزار تن در سال است، برخلاف مقیاس گرمی CNT که با توجه به قیمت بسیار بالا (۵۰۰ دلار به ازای هر کیلوگرم) عرضه می‌شود، کاربرد صنعتی در مقیاس جرم واقعی به آسانی می‌تواند حاصل شود. هالوسایت دارای ساختار متخلخل ساخته شده از لوله ای یک بعدی در مقیاس مزوپرس(۲–۵۰ نانومتر) و حتی میکروپرس (۵۰نانومتر) است که یزرگتر از بسیاری از مواد متخلخل مصنوعی مانندCNT می‌باشد.
علاوه براین ساختار لوله ای منحصربه فرد هالوسایت وابسته به موقعیت شیمیایی آلومینیوسیلیکات دارد، به عنوان مثال، واکنش پذیری در سطح خارجی، سطح لوله داخلی، و سطح لوله هالوسایت متفاوت است، بنابراین فرصت‌های فراوان برای اصلاح ترکیب هالوسایت برای کاربردهای مختلف هدفمند شده‌است.
این نکته نیز شایان ذکر است که هالوسایت دارای سازگاری بالا و سمیت سلولی کم بوده، که استفاده ایمن آن در زمینه‌های مختلف را ممکن می‌سازد. به عنوان مثال، استفاده از هالو سایت به عنوان یک ظرف بادوام در مقیاس نانو برای کپسوله کردن مولکول‌های مولکول‌های فعال زیستی مانند آفت کش‌ها و مواد مخدر و همچنین برای آزادسازی کنترل شده آن‌ها، برای اولین توسط پرایس و همکاران در سال ۲۰۰۱ ارائه شد، و هالوسایت به عنوان یک نانوفیلتر در نانوکامپوزیت پلیمری خاک رس (CPN) مطرح شده‌است.

## مکانیسم تشکیل ساختار لوله ای هالوسایت
به‌طور طبیعی هالوسایت در مورفولوژی‌های متنوع، مانند صفحه ای، کروی، و لوله ای دیده می‌شود، اگرچه ساختار لوله ایی، شکل غالب هالوسایت در طبیعت است. شکل‌گیری ساختار لوله ایی توسط تنش در مقیاس اتمی در هر لایه از هالوسایت، که در اصل توسط عدم تطابق در صفحات چهارضلعی بزرگتر (a = ۵/۰۲ Å,̇ b = ۹/۱۶۴ Å)̇ و هشت ضلعی ((a = ۵/۰۶۶ Å,̇ b = ۸/ ۶۵۵Å کوچکتر ایجاد شده‌است. زیرا صفحات هشت وجهی و چهار وجهی با به اشتراک گذاری اکسیژن در انتهای چهارضلعی متصل می‌شوند، پیوند O–AL در بدنه هشت وجهی اکسیژن را محبوس کرده و یک تنش ساختاری در بخش اکسیژن انتهایی القا می‌کند (یا بخش هیدروکسیل درونی). این تنش القا شده به بخش سیلیکا و بخش اکسیژن پایه در پیوند کووالانسی Si-O منتقل می‌شود، اما این تنش به دلیل انعطاف‌پذیری زاویه ای پیوند Si-O ضغیف می‌شود. در مورد هالوسایت هیدراته، تنش در بخش اکسیژن پایه به سهولت توسط جدایی لایه‌ها به علت حضور مولکول‌های آب در لایه داخلی، آزاد می‌شود. با این حال، تنش در بخش اکسیژن آپیکال، در وسط هر لایه ایجاد شده، به سختی توسط مولکول‌های آب لایه داخلی، تحت تأثیر قرار می‌گیرد. برای خنثی کردن این تنش، هالوسایت یک چرخش چهار ضلعی و یک دوران حول هر لایه (شکل (۲)) اتخاذ می‌کند تا عدم تطابق بین بخش اکسیژن انتهایی و بخش هیدروکسیل داخلی و ادغام آنها را به یک صفحه منفرد اصلاح کند. در مکانیزم چرخش، چرخش چهار وجهی مجاور در جهت مخالف، ابعاد جانبی صفحات چهارضلعی از طریق کاهش فاصله مقادیر برابر اکسیژن پایه، سیلیکون و اکسیژن انتهایی در همه جهات بخش a و b، کاهش می‌یابد. در نتیجه، پیکربندی صفحات چهارضلعی از شش ضلعی به سه وجهی تبدیل می‌شوند.
در مکانیزم رول کردن، انقباض تنها در امتداد محور چرخش رخ می‌دهد و اکسیژن انتهایی در داخل منحنی نسبت به Si و اکسیژن پایه قرار گرفته، می‌تواند انقباض بیشتری را تولید کرده و در نتیجه با بازده بیشتری نسبت به مکانیزم چرخش، عدم تطابق را تنظیم می‌کند. به طورکلی، هالوسایت طبیعی برای اولین بار تحت مکانیزم رول کردن با بازده بالا برای از بین بردن مقدار حداکثری تنش و سپس تحت چرخش چهارضلعی تنش، پسماند می‌شود.

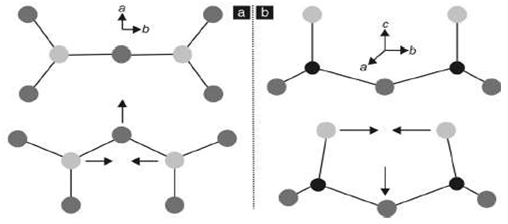

## تغییرات ساختاری تحت تیمار حرارتی
توجه به رفتار حرارتی هالوسایت بسیار کمتر از کائول است. اسمیت و همکاران در سال ۱۹۹۳ به بررسی تغییرات ساختاری بر تجزیه حرارتی هالوسایت لوله ایی تحت حرارت تصاعدی تا ۱۴۰۰ درجه سانتی گراد با استفاده از ترکیبی ازAl و Si حالت جامد با NMR,XRD,TEM پرداخته‌اند. این محققین نشان دادند که تحول حرارتی هالوسایت تا حد زیادی شبیه به کائول است. در اصل، از مطالعاتشان نتیجه می‌شود که این طرح واکنش در تکلیس کائول یا هالوسایت در ابتدا شامل هیدروکسیل نشدن بین۶۰۰ و ۸۵۰ درجه سانتی گراد است که در آن بسیاری از گروه‌های هیدروکسیل حذف خواهند شد، که منجر به به کاهش کئوردیناسیون آلومینیوم هشت وجهی می‌شود. علاوه بر این، گمان می‌رود که یک رویداد بزرگ گرمازا در حدود ۹۸۰ تا ۱۰۰۰ درجه سانتی گراد، با حذف آخرین هیدروکسیل‌ها، به دلیل شکل‌گیری یک فاز غنی از آلومینا به‌طور مجزا ایجاد شود.

## کاربردها
به‌طور کلی سه کاربرد و خاصیت برای هالوسایت وجود دارد. اولین خاصیت ساختار لوله ای متخلخل با اندازه نانو با مزوپرس‌ها و ماکروپرس یک بعدی این است که قابلیت کپسوله کردن مولکول‌های فعال مختلف در لوله هالوسایت به عنوان ظرف نانو را دارد. نانولوله‌های هالوسایت همچنین، برخلاف ذرات با اندازه میکرون قدیمی مانند فیبرهای شیشه ای و دیگر فیلترهای معدنی خاک رس نانوپرکن‌های مؤثر در CPN هستند. اشکال این کاربردها این است که خواص مورفولوژیک (طول، قطر خارجی، قطر داخلی و ضخامت دیواره) هالوسایت تأثیر چشم‌گیری روی عملکرد آن‌ها در این کاربردها دارد و مورفولوژی و ساختار طبیعی هالوسایت بسیار متغیر هستند و به ته‌نشینی بستگی دارد.
دومین خاصیت، قابل کنترل بودن سطح واکنشی است که برای اصلاح سریع دارای دسترسی به وابستگی مکانی می‌باشد. اگرچه، شکی نیست که به دلیل دسترسی به فضای لایه درونی هالوسایت برای قرارگیری سایر مولکول‌ها ممکن است قادر به انجام تعداد زیادی از کاربردها مانند بارگذاری، کنترل آزاد، جذب و تجزیه باشد. علاوه بر آن، کابردهای هالوسایت، مخصوصابرای استفاده به عنوان مواد هیبرید با ویژگی‌های جدید می‌تواند تعمیم پیدا کند.
آخرین خاصیت پایداری ساختار و انتقال فاز هالوسایت تحت گرما یا پالایش اسید و باز است. خاصیت مقاومت دما بالای هال برای کاربرد در تهیه سرامیک‌های پیشرفته با خواص مخصوص مفید است. 